# Koniecki (herb szlachecki)
Koniecki – polski herb szlachecki z nobilitacji.

## Opis herbu
Na tarczy dzielonej w pas, od góry czerwonej, od spodu srebrnej lew wspięty, dzielony w pas, od góry złoty, od dołu naturalny..
Klejnot: pół lwa wspiętego, złotego.
Labry czerwone, podbite srebrem.

## Najwcześniejsze wzmianki
Nadany Janowi Enden a Zaden Konieckiemu 18 kwietnia 1590.

## Herbowni
Koniecki.